# Hymenolobium janeirense
Hymenolobium janeirense är en ärtväxtart som beskrevs av João Geraldo Kuhlmann. Hymenolobium janeirense ingår i släktet Hymenolobium och familjen ärtväxter.

## Underarter
Arten delas in i följande underarter:
- H. j. janeirense
- H. j. stipulatum